# Maison+
Du côté de chez vous TV, puis Télé Maison et enfin Maison+, est une ancienne chaîne de télévision thématique française consacrée à la maison (architecture, décoration, bricolage...) et au jardin. Disponible depuis 2006 sur le câble, le satellite et la télévision par xDSL, elle a cessé d’émettre le 27 mars 2015. La version exportée en Pologne porte actuellement le nom de Canal+ Domo.

## Histoire
Du côté de chez vous TV est créée le 16 octobre 2006 sur le bouquet Canal. Ses actionnaires sont alors Communication et Programme International qui en détient 85 % et Galfin qui en possède 15 %. Le nom de la chaîne ainsi que le logo est sans doute une référence à la micro-émission de TF1 Du côté de chez vous.[réf. nécessaire]
Le 1er janvier 2009, la chaîne devient Télé Maison.
À la suite de plusieurs appels d'offres pour racheter la chaîne qui rencontre des difficultés financières (AB et Télévista sont alors candidates), elle est reprise par le Groupe Canal+, qui est rejoint par plusieurs chaînes comme Cuisine.TV et Seasons.
Le 5 avril 2012, la chaîne devient Maison+, dans un souci de cohérence entre les noms de toutes les chaînes du groupe Canal+, et change d'habillage ainsi que de programmation, tout comme Cuisine+.
À partir de septembre 2012, la programmation de Maison+ est calquée sur celle de Cuisine+.
Le groupe Canal+ ferme la chaîne le 27 mars 2015, 3 mois avant 3 autres chaînes du groupe Canal+ : Cuisine+, Jimmy et Sport+. 

### Identité visuelle (logo)

Logo de Du côté de chez vous TV du 16 octobre 2006 au 1er janvier 2009.
Logo de Télé Maison du 1er janvier 2009 au 5 avril 2012.
Logo de Maison+ du 5 avril 2012 au 27 mars 2015.

## Programmes
Maison+ diffuse des émissions rachetées à France Télévisions, comme Côté Maison (France 3) ou Question Maison et Silence, ça pousse ! (France 5), ainsi que des créations : Les jardins d'Aurélie, Du côté des pros, Le Magazine de la Maison ou Contreplaqué. Elle intègre également des émissions diffusées :
- en Belgique (sur la RTBF) avec Une brique dans le ventre ou Jardins et loisirs.
- au Canada avec Décore ta vie ou Ma maison… signée Manon LeBlanc sur Canal Vie, Méchant changement sur VRAK.TV, Passion maisons sur Historia.
- au Royaume-Uni avec The Home Show et Le jardinier des villes (« The City Gardener ») et Bâtir son rêve (« Grand Designs ») sur Channel 4, Apprentis promoteurs (« How To Be A Property Developer ») sur Channel Five.
- aux États-Unis avec Rock et récup (« Junk Brothers ») sur HGTV, Naturellement design (« Pure Design ») sur HGTV.

D'après Franck Appietto, directeur des chaînes de divertissement du groupe Canal+, d’autres productions remplaceront progressivement la plupart des programmes actuels étrangers de Télé Maison, dit "trop éloignés des valeurs de Canal+".

## Diffusion
Câble :
- Numericable : canal no 74

Satellite :
- Canalsat : canal no 76,
- Canalsat Caraïbes : canal no 73,
- TéléSAT : canal no 16

Bouquets ADSL :
- Canalsat